# Mataparent persicolor
El mataparent persicolor (Rheubarbariboletus persicolor) és una espècie de mataparent del grup dels mataparents xerocomoides. Pertany a la família de les boletàcies, de l’ordre de les boletals.

## Taxonomia
Va ser descrita originalment com Xerocomus persicolor H. Engel, Klofac, H. Grünert & R. Grünert, més tard considerat Boletus persicolor (H. Engel, Klofac, H. Grünert & R. Grünert) Assyov i el binomi actual és Rheubarbariboletus persicolor (H. Engel, Klofac, H. Grünert & R. Grünert) Vizzini, Simonini & Gelardi

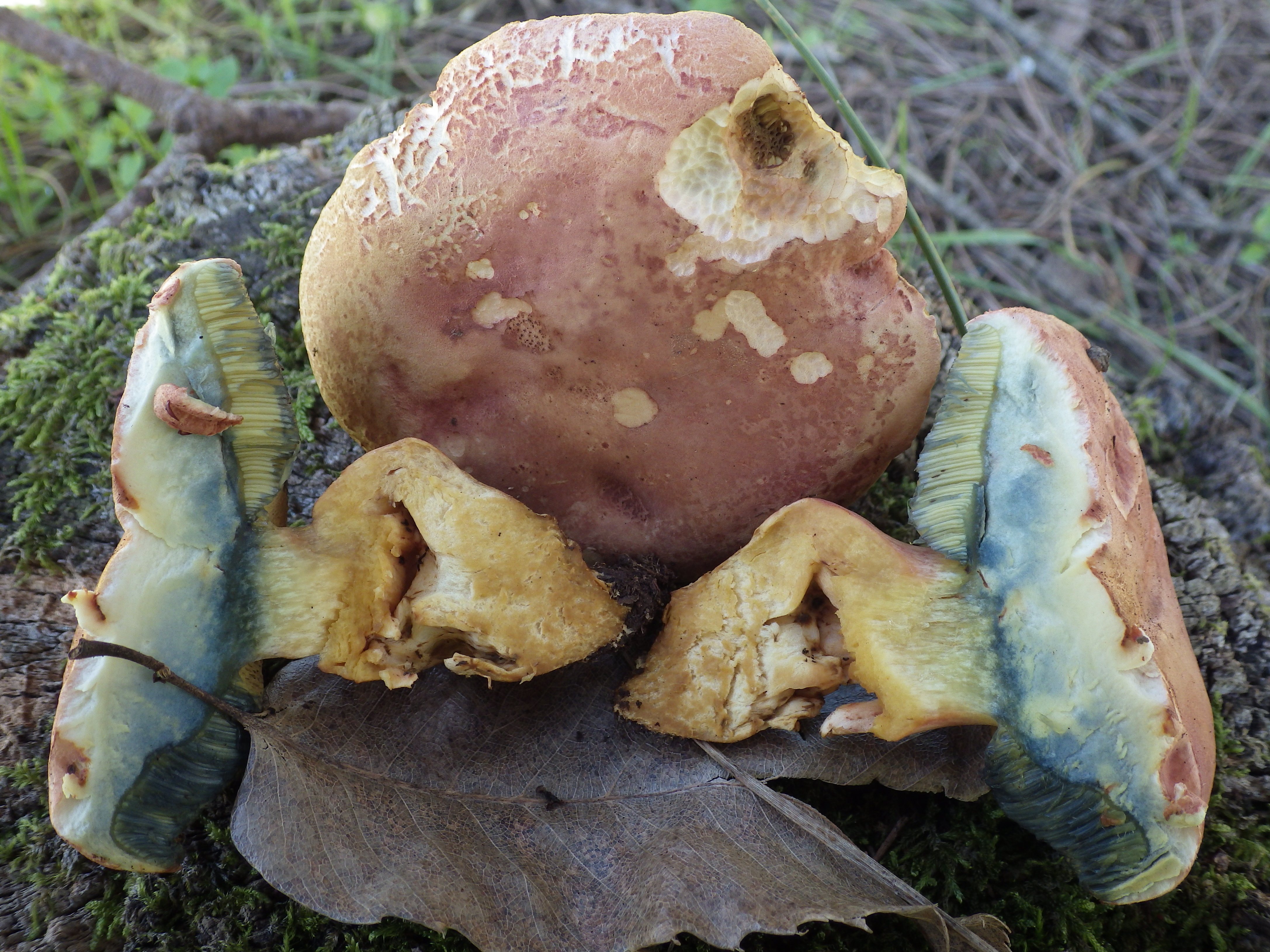
Mataparent persicolor (Rheubarbariboletus persicolor)

## Descripció
Barret de fins a 6 cm de diàmetre; primer hemisfèric, després convex, finalment pla convex; superfície finament tomentosa, vellutada. a vegades clivellada; de taronja clar a albercoc o groc ataronjat, virant amb l'edat a ocraci amb tints rosacis; blaveja al frec instantàniament.
Tubs molt curts; groc llimona, blavegen al frec; porus del mateix color, blavegen a la pressió i al frec.
Cama de fins a 7 cm de longitud; de cilíndrica a afuada, lleugerament radicant; de groc pàl·lid a groc, de color ataronjat a vermell ataronjat cap el peu; reticle absent, ocasionalment present a la part superior de l'estípit; al frec blaveja molt ràpidament.
Carn groguenca al barret, groc viu a la cama, ataronjada o vermelleja al peu; en secar, color albercoc; al tall blaveja a la part superior del bolet, excepte una línia groga sota la cutícula; tast i olor poc característica; olor no distintiu; tast suau

## Distribució i hàbitat
Rar; probablement ocasional, ja que s’ha confós amb el mataparent de color albercoc.
Des de finals d’estiu a la tardor; sembla preferir sòls calcaris; termòfil; des de la muntanya mitjana a la terra baixa i muntanya mediterrània; vora planifolis, sovint esclerofil·les (alzina, surera, garric), també roures (roure de fulla petita, roure martinenc, entre d'altres), algun cop faig.

## Comentaris
D'aspecte molt similar al mataparent albercoc (Rheubarbariboletus armeniacus), amb qui se'l ha confós sovint fins a dates recents. En el mataparent persicolor (Rheubarbariboletus persicolor) la carn blaveja de manera intensa i uniforme i la carn del peu és de color groc ataronjat o groc safrà, més intens a mida que el deshidratem per conservar-lo.
El mataparent vermellós (Hortiboletus rubellus) pot assemblar-se però en la carn groguenca del peu s'observen petits punts vermells ataronjats, absents en el mataparent persicolor.

## Comestibilitat
Probablement comestible; per manca de dades, es recoman que no es consumeixi.